# Сваті
Сваті (сісваті, Сісваті) — мова групи нґуні сім'ї банту, поширена в Есватіні, ПАР, частково в Мозамбіку. Близько споріднена мовам зулу, коса і ндебеле, є офіційною в ПАР і Есватіні.
Мова Сваті, на відміну від зулу і коса, відноситься до так званої підгрупи текел групи нгуні. Відмітна особливість цієї підгрупи — відсутність переходу t в z в певних умовах (зокрема, перед i).
Це можна бачити і в назві мови: Сваті — це самоназва, а слово Свазі, вживане як назва народу (і іноді як назва мови), є зулуським (зулу відноситься до підгрупи Зунда, де перехід t→z здійснився, порівн. Сваті: Siswati, зулу isiSwazi 'мова Сваті').
Сваті є офіційною мовою Есватіні та ПАР, нею ведеться шкільне навчання, теле- і радіотрансляції (в ПАР діє радіостанія Ligwalagwala FM).

Активне мовотворення почалося після надання Есватіні незалежності, а в ПАР — після створення бантустана КаНгване на племінних землях Сісваті, де Сваті була також оголошена офіційною мовою; одна з найсильніших тенденцій у розвитку літературного сваті — відмежування його від інших споріднених мов, в першу чергу від переважаючого зулу.

## Лінгвістична характеристика

### Писемність
Використовується писемність на основі латиниці.

### Морфологія

#### Склад і характер морфологічних категорій
Іменники (libito) складаються з двох частин — префікса (sicalo) і кореня (umsuka). У залежності від префікса іменник належить до одного з класів, які можна для зручності пронумерувати.
| Клас   | Од. ч.       | Мн. ч.    |
| ------ | ------------ | --------- |
| 1 / 2  | Um (u) — 1   | Ba-, be-  |
| 1a/2b  | Ø-           | Bo-       |
| 3 / 4  | Um (u) — 1   | Imi-      |
| 5 / 6  | Li-          | Ema-      |
| 7 / 8  | S (i) — ²    | T (i) — ² |
| 9 / 10 | IN- ³        | TiN- ³    |
| 11/10  | Lu-, lw-     |           |
| 14     | Bu-, b-, tj- |           |
| 15     | Ku-          |           |

## Відомості про діалекти
Діалектні групи, поширені в Есватіні, включають чотири діалекти, відповідні адміністративним районам.

## Приклад тексту на сваті
Bonkhe bantfu batalwa bakhululekile balingana ngalokufananako ngesitfunti nangemalungelo. Baphiwe ingcondvo nekucondza kanye nanembeza ngakoke bafanele batiphatse nekutsi baphatse nalabanye ngemoya webuzalwane.